# الديوان الوطني للحج والعمرة
الديوان الوطني للحج والعمرة هو مؤسسة رسمية مختصة في شؤون الحج والعمرة بالنسبة للجزائريين، ويقع مقره في ولاية الجزائر.
هذا الديوان تشرف عليه وزارة الشؤون الدينية والأوقاف.

## الموقع

### الجوار
يقع مقر الديوان الوطني للحج والعمرة على بعد 10 كلم إلى الشرق من مدينة الجزائر العاصمة، وعلى بعد 1 كلم عن البحر الأبيض المتوسط.
يقع هذا الديوان في بلدية المحمدية بـمتيجة ومنطقة القبائل.

## تاريخ
تم إنشاء الديوان الوطني للحج والعمرة بموجب المرسوم التنفيذي رقم 07-349 الصادر بتاريخ 17 نوفمبر 2007م والمتضمن إنشاء، تنظيم وتسيير هذه الهيئة ·  ·  · .

## المدراء

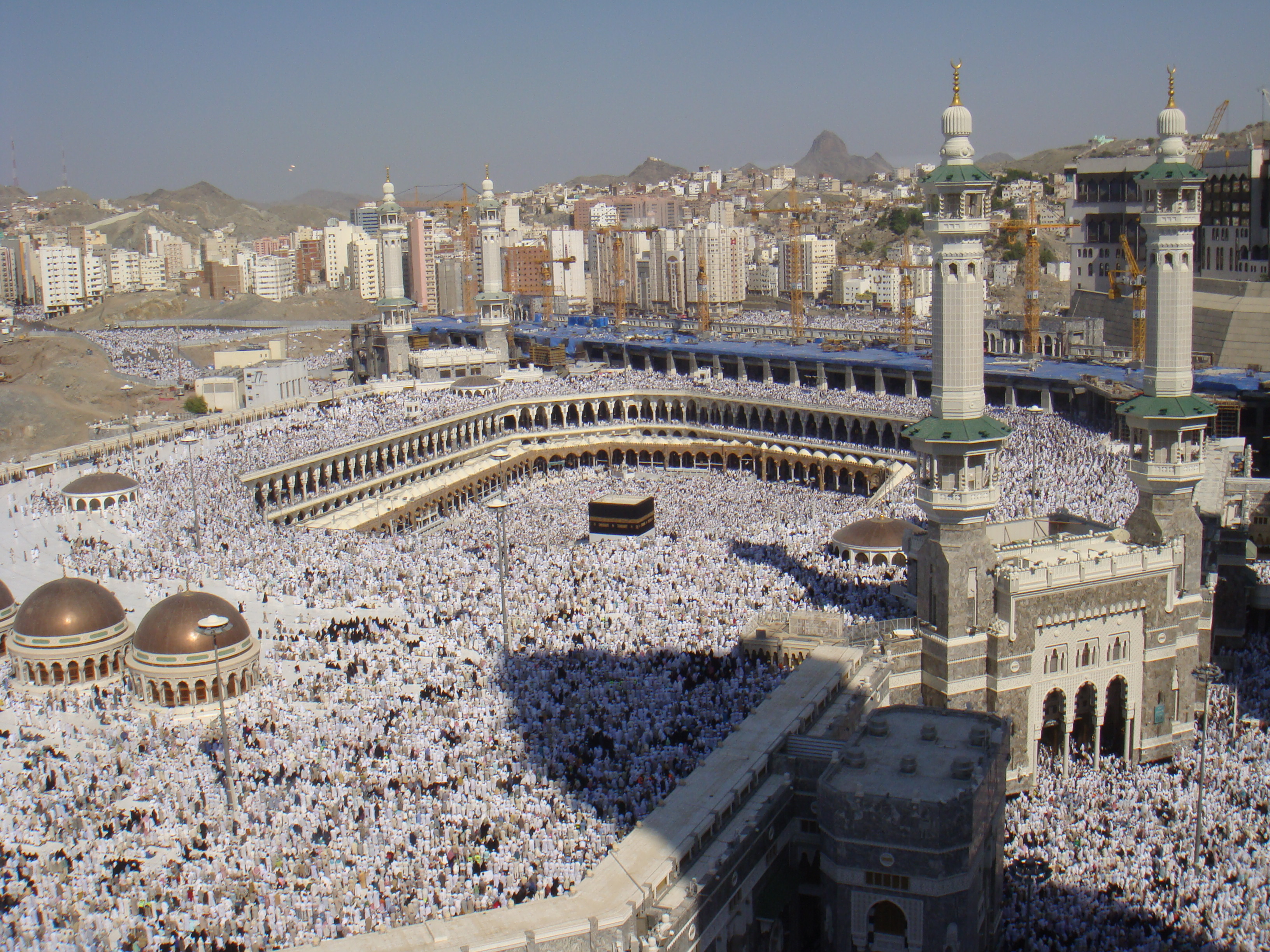
المسجد الحرام.

لقد تعاقب العديد من المدراء على الديوان الوطني للحج والعمرة منذ إنشائه في سنة 2007م.
يقوم هذا المدير بتسيير الموارد البشرية، المادية والمالية الموضوعة تحت تصرفه، إضافة إلى عمليات التجهيز تحت سلطته، وهو بذلك يتمتع بصفة الآمر بالصرف بالنسبة للميزانية المخصصة لمصلحته.
يتم تعيين هذا المدير عن طريق مرسوم تنفيذي، بموجب اقتراح من وزير الشؤون الدينية، كما أن أجرته مرتبطة بوظيفته كإطار سام وكموظف يتم تصنيفه كمدير.
| ترتيب | مدير             | بداية           | نهاية          |
| ----- | ---------------- | --------------- | -------------- |
| 01    | بلقاسم بوخرواطة  | 17 نوفمبر 2007م | 16 ماي 2009م · |
| 02    | الشيخ بربارة     | 16 ماي 2009م    | 15 أفريل 2015م |
| 03    | يوسف عزوزة ·     | 15 أفريل 2015م  | 15 أوت 2020    |
| 04    | عبد الرزاق سبقاق | 20 سبتمبر 2020  | 7 يوليو 2021   |

## المهام
يتولى الديوان الوطني للحج والعمرة مهمة تنظيم الخدمات الضرورية للحجاج والمعتمرين في إطار برنامج الحكومة وفي حدود صلاحيات الوزاة الوصي
تتمثل هذه المهام الأساسية في التحضير المادي والبشري لعملية الحج داخل الوطن وبالبقاع المقدسة، وكذا جمع المعطيات المتعلقة بالحج واستغلالها ومعالجتها، بالإضافة إلى ضمان حسن إقامة الحجاج وحماية حقوقهم بالتنسيق مع الجهات المعنية داخل التراب الوطني وخارجه.

### الحج

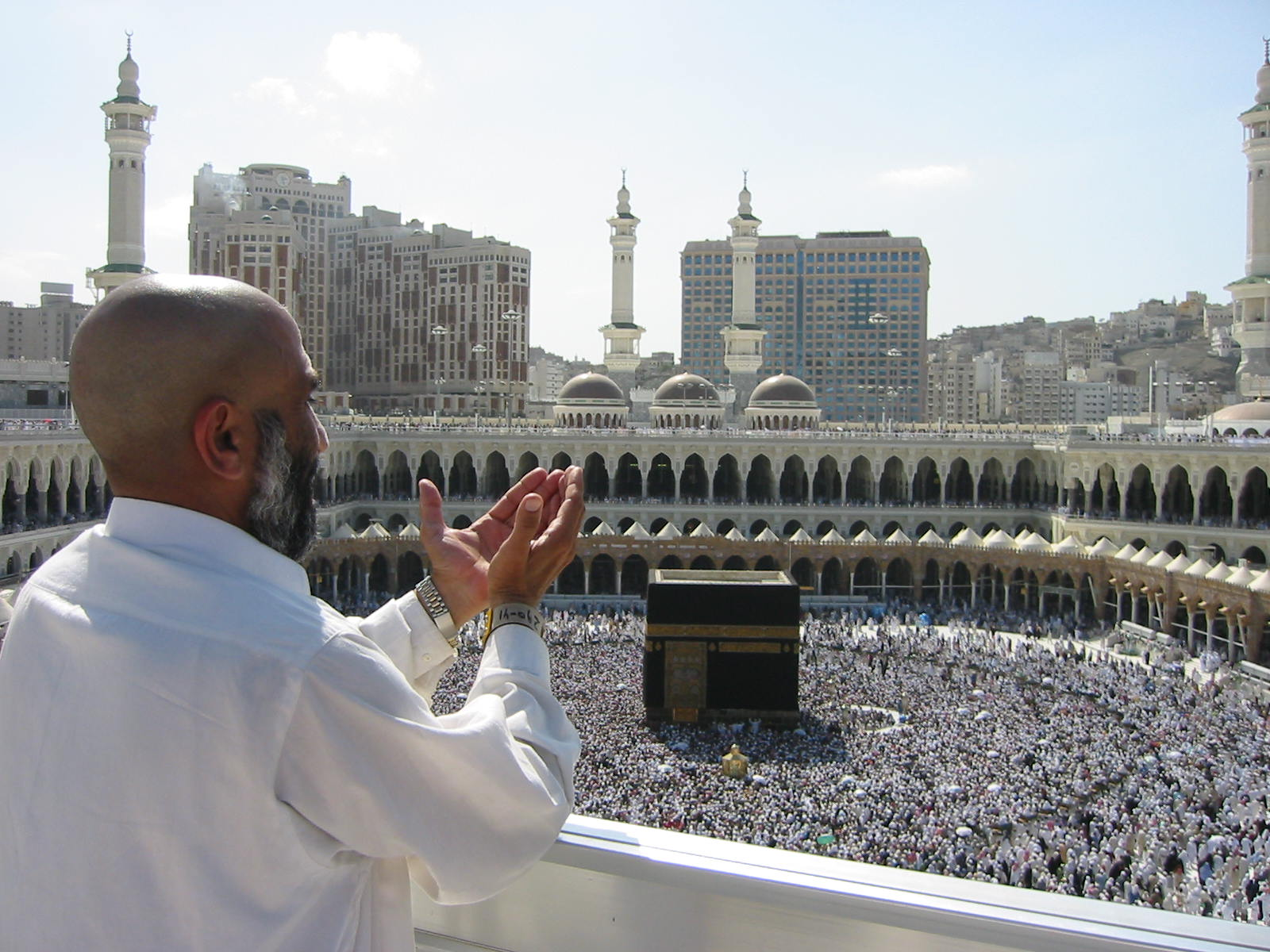
الحج.

تنطلق عملية الحج مبكرا قبل شهر ذو الحجة في مختلف بلديات الجزائر عن طرق توفير الظروف المناسبة لتسجيل المواطنين الجزائريين لإجراء قرعة الحج في كل موسم، بغرض التفرغ لباقي الإجراءات.
بعد الانتهاء من عملية التسجيل لموسم الحج في كل سنة، تباشر مختلف بلديات الجزائر في استخراج وتصنيف قوائم المسجلين وفق عدة آليات، تحضيرا لموعد قرعة الحج لكل الموسم والتي يتقرر بعدها موعد إجرائها.
يسهر الديوان الوطني للحج والعمرة على عصرنة الحج من خلال تطبيق المسار الإلكتروني في الإسكان والنقل وتحسين الإعاشة بانتداب شركات خاصة بالإطعام لخدمة الحجاج بالبقاع المقدسة.
يتمثل هدف تطوير المسار الإلكتروني في الإسكان، حيث يعرف الحاج مكان إقامته قبل التنقل إلى البقاع المقدسة.
يرسل الديوان بعد ذلك بعثة الحج الرسمية مبكرا إلى البقاع المقدسة من أجل التفاوض حول كراء العمائر.
يقدم ديوان الحج والعمرة تقريرا نهائيا عن موسم الحج أمام الحكومة.
يسهر الديوان على تطبيق تعليماته من أجل تحسين للخدمات المقدمة للحجاج الجزائريين في الإعاشة من خلال ضمان اعتماد طاقم خاص بالإطعام للإشراف على تقديم الأكلات الجزائرية في الفنادق السعودية.
ويتم التسجيل والتكفل بالوفيات والمفقودين في البقاع المقدسة عند حدوث أي طارئ، وذلك بالتنسيق مع مختلف القطاعات الوزارية كوزارة الشؤون الدينية والأوقاف والخارجية والداخلية والنقل والصحة.

### العمرة

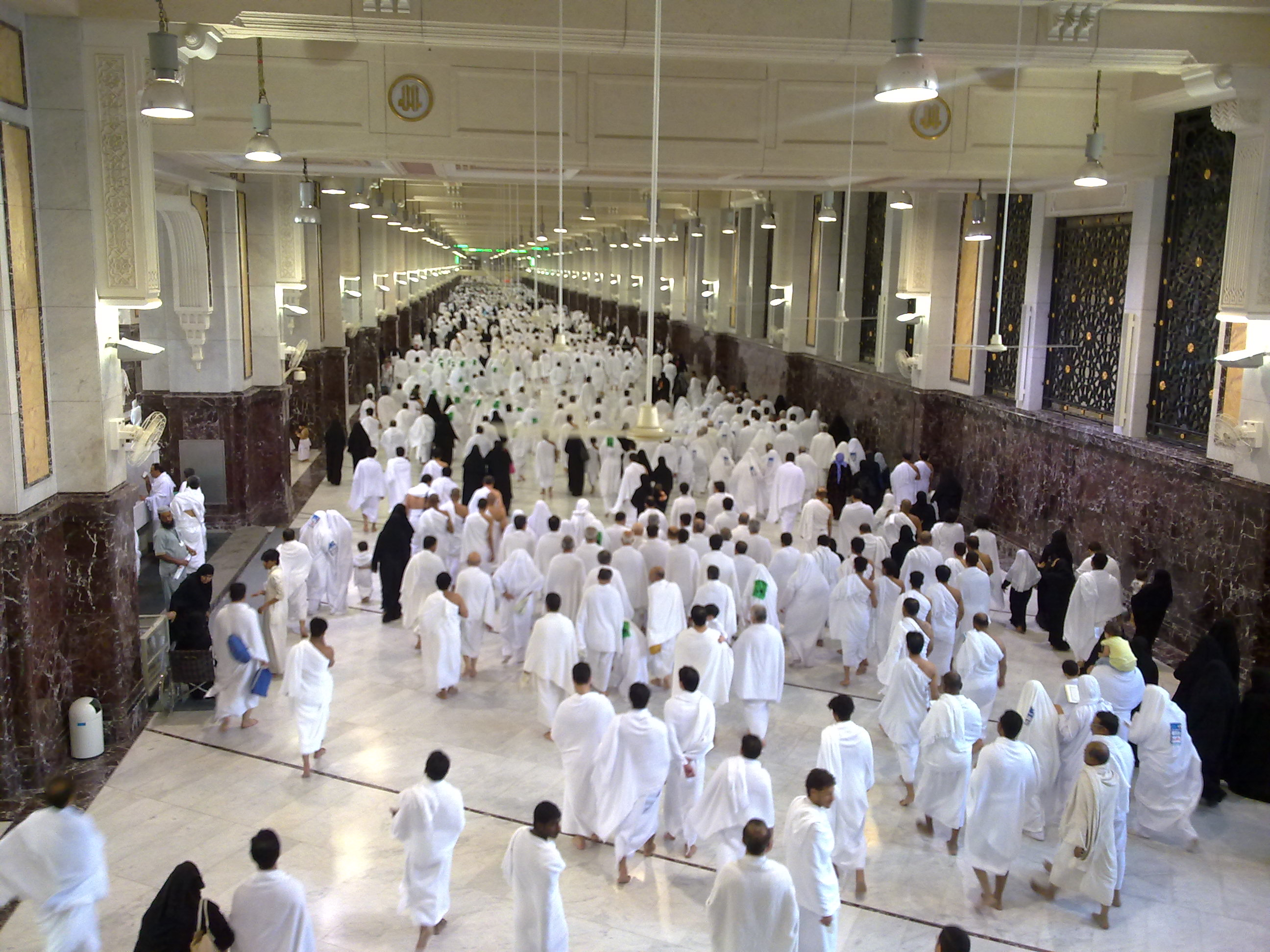
الصفا والمروة.

يسهر الديوان الوطني للحج والعمرة على عدم حدوث خروقات من طرف وكالات السياحة والأسفار التي قد ترتكب فيما يخص تأطير المعتمرين الجزائريين بالبقاع المقدسة.
ويتم في كل سنة اعتماد الوكالات السياحية المكلفة بتنظيم العمرة.
وتضطلع وكالات السياحية والسفر بتأطير المعتمرين في المدينة المنورة ومكة المكرمة لتفادي الإهمال الذي قد يتسبب في وفيات وأمراض في كل من جدة ومكة المكرمة والمدينة المنورة.
وفي حالة حدوث تجاوزات أو تصرفات لامسؤولة وسلوكات غير أخلاقية ولاإنسانية من طرف بعض هذه الوكالات، فإن إجراءات تتخذ ضد الوكالات السياحية المتورطة في الإخلال بسيرورة العمرة وبالإتفاق المبرم مع الديوان، ويتم بعد ذلك استدعاؤها من طرف مصالح الديوان للاستفسار واتخاذ قرارات ملائمة ضدها.

## وصلات خارجية
- الموقع الرسمي لوزارة الشؤون الدينية والأوقاف بالجزائر
- الموقع الرسمي للديوان الوطني للحج والعمرة بالجزائر

## مقالات إضافية
- المرجعية الدينية الجزائرية
- وزارة الشؤون الدينية والأوقاف بالجزائر
- اللجنة الوطنية لمراقبة الأهلة
- المجلس العلمي للإفتاء بالجزائر
- التراث الفقهي الجزائري
- المجلس الإسلامي الأعلى بالجزائر
- مديرية الشؤون الدينية والأوقاف لولاية الجزائر
- قائمة المساجد في ولاية الجزائر
- الحزب الراتب: الحزاب - الباش حزاب - السلكة